# 6さいのばらーど
「6さいのばらーど」は、ゆーゆのデビューシングル。2012年2月22日発売。

## 概要
6歳の時に歌唱したデモテープがきっかけとなり、2012年2月 - 3月のNHKみんなのうたで放映された。放映当時ゆーゆは7歳。映画『となりのトトロ』の主題歌歌手の井上あずみの長女。
昭和歌謡調のメロディと、6歳女子の本音を語る歌詞が話題を呼び番組には毎日リクエストが殺到。
2012年2月・3月の本放送終了後もたびたび再放送されたほか、2012年8月にはカラオケでも配信され、ドレミファから関連書籍が発売された。

## 収録曲
1. 6さいのばらーど
2. スキップ・プー
3. 6さいのばらーど（カラオケ）
4. スキップ・プー（カラオケ）